# Mistrovství světa v biatlonu 2015 – závod s hromadným startem žen
Závod s hromadným startem žen na Mistrovství světa v biatlonu 2015 se konal v neděli 15. března jako v pořadí pátý ženský závod biatlonu v lyžařském středisku v Kontiolahti Stadium. Zahájení závodu s hromadným startem proběhlo v 13:30 hodin středoevropského času. Závodu se zúčastnilo celkem 30 biatlonistů.
Obhájkyní titulu byla Běloruska Darja Domračevová, která byla rovněž úřadující olympijskou vítězkou v této disciplíně ze sočských her. V závodu skončila na 4. místě.
Mistryní světa se stala ukrajinská biatlonistka Valentyna Semerenková, která jako jedna z mála závodnic ze startovního pole zastřílela všechny položky čistě. Svou první individuální medaili z mistrovství světa získala Němka Franziska Preussová, která skončila na druhém místě. Bronz brala i pod dvou chybách na střelnici Italka Karin Oberhoferová.

## Výsledky
| Pořadí | Č. | Sportovec                       | Stát      | Čas     | Střelba (L+L+S+S) | Ztráta  |
| --- | -- | ------------------------------- | --------- | ------- | ----------------- | ------- |
| Zlatá medaile | 6  | Valentyna Semerenková           | Ukrajina  | 34:32,9 | 0 (0+0+0+0)       | —       |
| Stříbrná medaile | 15 | Franziska Preussová             | Německo   | 34:39,1 | 1 (0+0+0+1)       | +6,2    |
| Bronzová medaile | 13 | Karin Oberhoferová              | Itálie    | 34:45,5 | 2 (1+1+0+0)       | +12,6   |
| 4. | 8  | Darja Domračevová (y)           | Bělorusko | 34:47,6 | 2 (0+0+2+0)       | +14,7   |
| 5. | 5  | Gabriela Soukalová              | Česko     | 34:59,1 | 1 (0+0+0+1)       | +26,2   |
| 6. | 10 | Franziska Hildebrandová         | Německo   | 35:04,6 | 0 (0+0+0+0)       | +31,7   |
| 7. | 4  | Laura Dahlmeierová              | Německo   | 35:12,8 | 2 (0+1+0+1)       | +39,9   |
| 8. | 1  | Marie Dorinová Habertová        | Francie   | 35:13,9 | 3 (0+2+0+1)       | +41,0   |
| 9. | 16 | Anaïs Bescondová                | Francie   | 35:14,4 | 2 (0+1+0+0)       | +41,5   |
| 10. | 19 | Jekatěrina Šumilovová           | Rusko     | 35:14,7 | 1 (0+0+0+1)       | +41,8   |
| 11. | 2  | Jekatěrina Jurlovová            | Rusko     | 35:31,5 | 2 (0+0+2+0)       | +58,6   |
| 12. | 23 | Jana Gereková                   | Slovensko | 35:33,2 | 2 (0+1+1+0)       | +1:00,3 |
| 13. | 14 | Jekatěrina Glazyrinová          | Rusko     | 35:42,9 | 1 (0+0+0+1)       | +1:10,0 |
| 14. | 27 | Lisa Hauserová                  | Rakousko  | 35:53,9 | 0 (0+0+0+0)       | +1:21,0 |
| 15. | 7  | Kaisa Mäkäräinenová (r)         | Finsko    | 36:02,6 | 4 (3+0+0+1)       | +1:29,7 |
| 16. | 12 | Tiril Eckhoffová                | Norsko    | 36:03,2 | 4 (0+2+1+1)       | +1:30,3 |
| 17. | 18 | Krystyna Guziková               | Polsko    | 36:06,6 | 2 (1+0+1+0)       | +1:33,7 |
| 18. | 28 | Fujuko Suzukiová                | Japonsko  | 36:07,1 | 2 (1+1+0+0)       | +1:34,2 |
| 19. | 22 | Magdalena Gwizdońová            | Polsko    | 36:11,1 | 2 (0+0+1+1)       | +1:38,2 |
| 20. | 30 | Susan Dunkleeová                | USA       | 36:33,9 | 5 (1+1+2+1)       | +2:01,0 |
| 21. | 24 | Andreja Maliová                 | Slovinsko | 36:36,9 | 2 (0+0+0+2)       | +2:04,0 |
| 22. | 17 | Darja Virolajnenová             | Rusko     | 36:42,6 | 5 (0+0+3+2)       | +2:09,7 |
| 23. | 3  | Weronika Nowakowská-Ziemniaková | Polsko    | 36:54,2 | 5 (0+1+2+2)       | +2:21,3 |
| 24. | 26 | Megan Heinickeová               | Kanada    | 36:55,1 | 1 (1+0+0+0)       | +2:22,2 |
| 25. | 20 | Elisa Gasparinová               | Švýcarsko | 37:32,8 | 4 (3+0+0+1)       | +2:59,9 |
| 26. | 29 | Nastasia Dubarezavová           | Bělorusko | 37:42,1 | 5 (1+2+2+0)       | +3:09,2 |
| 27. | 11 | Dorothea Wiererová              | Itálie    | 37:52,1 | 6 (1+3+1+1)       | +3:19,2 |
| 28. | 21 | Olga Abramovová                 | Ukrajina  | 38:09,2 | 6 (2+1+2+1)       | +3:36,3 |
| 29. | 9  | Veronika Vítková                | Česko     | 38:40,6 | 6 (3+2+1+0)       | +4:07,7 |
| 30. | 25 | Dunja Zdoucová                  | Rakousko  | 39:02,5 | 4 (1+0+1+2)       | +4:29,6 |
| Č. – startovní číslo závodnice, r – vedoucí závodnice disciplíny ve světovém poháru, y – vedoucí závodnice hodnocení světového poháru |    |                                 |           |         |                   |         |